# Magyar Hold-radar-kísérlet
A magyar Hold-radar-kísérletet Bay Zoltán, az Egyesült Izzólámpa és Villamossági Rt. műszaki igazgatója és laboratóriumvezetője, valamint munkatársai egy évvel Budapest ostroma után, 1946. február 6-án végezték el, amikor saját fejlesztésű radarberendezéssel sikerült kimutatniuk a Holdra sugárzott rádióhullámok visszaverődését az égitest felszínéről. Ez az esemény tekinthető a magyar űrtevékenység kezdetének.
A feladat fizikai nehézségét az adja, hogy a radaregyenlet szerint a visszaérkező jel teljesítménye a távolság negyedik hatványával csökken, ezért a kb. 363 000-406 000 km-es Föld–Hold-távolságot oda-vissza megtett rádiójel annyira legyengült, hogy nem lehetett kiszűrni a zajból. Bay Zoltánék úgy oldották meg ezt a kérdést, hogy periodikusan ismétlődő jelsorozatot bocsátottak ki, a visszaérkező jeleket összegezték, és az így felerősödött jel mérhetővé vált. Mivel az adóberendezés teljesítménye korlátozott volt, az impulzusok hosszabbításával növelték a kisugárzott energiát, de emiatt – a sok helyen olvasható téves információval ellentétben – pontos távolságmérést nem tudtak végezni.
Néhány héttel korábban az Amerikai Egyesült Államokban az amerikai hadsereg híradástechnikai törzsének Diana-projekt fedőnevű Hold-radar-kísérlete szintén sikeres volt. Az eredmények hatására alakult ki és indult fejlődésnek a csillagászat új ága, a radarcsillagászat.
A Hold-radar-kísérletek jelentősége abban áll, hogy ezek voltak az első természettudományos vizsgálatok, melyeket Földön kívüli tárgyon végeztek. Az égitestekről szerzett ismeretek évezredeken keresztül kizárólag passzív megfigyeléseken alapultak, de a mikrohullámú technika lehetővé tette a távoli objektumok fizikai vizsgálatát is. Tulajdonképpen ekkor bizonyosodott be, hogy a Hold egy anyagi jellemzőkkel bíró tárgy, jól meghatározható távolságra a Földtől.

## Előzmények
Magyarországnak a második világháborúba való belépésével a Magyar Honvédségnél felmerült az országot várhatóan megtámadó repülőgépek mihamarabbi észlelésének szükségessége, ezért 1942-ben a Magyar Királyi Honvéd Haditechnikai Intézet (HTI) légvédelmi célú rádiólokátorok létrehozását kezdte meg. Dr. Jáky József hadiműszaki törzskari ezredes, a HTI híradó szakosztálya vezetőjének miniszteri biztosi irányításával – több neves kutató, például Simonyi Károly és Bay Zoltán részvételével – felállítottak egy kb. 40 fős csoportot, amely az Egyesült Izzó kutatólaboratóriumában szigorú titoktartás mellett dolgozott a felderítő, tüzérségi és vadászirányító radarberendezések kifejlesztésén.
A Bay-csoport 1944 elejére sikert ért el: olyan radart helyeztek üzembe, amely az ellenséges repülőgépeket több mint 60 kilométeres távolságból is észlelni tudta. Ezen felbuzdulva márciusban Bay Zoltán a munkatársait újabb kihívás elé állította: „Meg fogjuk lokátorozni a Holdat!” Korábban csak feltételezték, hogy a Földről sugárzott mikrohullámú jelek eljutnak a Holdig, és azt sem tudták, hogy a felszínről visszavert jeleket lehet-e észlelni a világűr rádiózajában. A hadiállapot miatt a kísérlet csak a honvédség támogatásával valósulhatott meg, de a csoport megkapta Jáky József támogatását.

## Történet

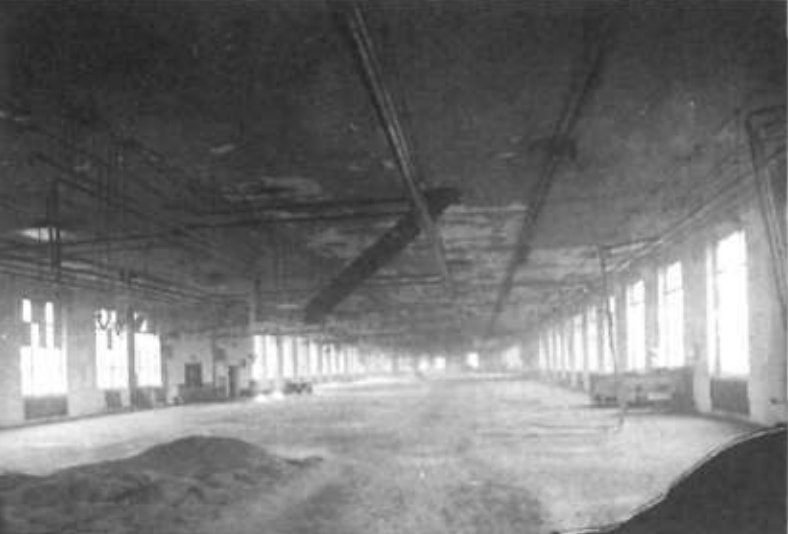
Az Egyesült Izzólámpa és Villamossági Rt. műhelye a szovjetek leszerelése után.

Az 1944 tavaszán végzett előzetes számítások biztatóak voltak, de a háborús viszonyok miatt többször is költöztetni kellett a csoport telephelyét és a kísérleti eszközöket. 1944 nyarán az Egyesült Izzó laboratóriumában kezdtek el dolgozni, de Budapest bombázása miatt júniusban egy nógrádverőcei panzióba települtek, ahol magas deszkapalánk mögé állították fel a 3 méteres antennát. Itt végezték el az adó- és a vevőkészülékek hangolását és próbaüzemeltetését. Nyár végén, szeptember elején már néhány adást sugároztak a Hold felé, de a rendszer nem működött elég megbízhatóan ahhoz, hogy a vétel is sikerüljön. Ha a készülékek közül bármelyik leállt, vagy az áramellátás megszűnt, a kísérlet megszakadt. Szeptember végén a front közeledte miatt a hadvezetőség visszatelepítette a csoportot az Egyesült Izzó újpesti gyárába, éppen időben, mert néhány nap múlva a nógrádverőcei panziót bombatalálat érte. A nyilasok hatalomátvételével a csoport legitimitása megszűnt, a katonaköteles munkatársakat besorozták, a zsidó származásúaknak pedig menekülniük kellett, akiket Bay élete veszélyeztetésével védelmezett (1998-ban posztumusz megkapta a Világ Igaza kitüntetést). 1944 végén Bay Zoltánt is elfogták, és rövid időre a Margit körúti fogházba zárták, mert Szent-Györgyi Alberttel részt vett az Ellenállási Front nevű mozgalomban.
Budapest ostroma során, 1945. január 10-én a szovjet csapatok nagyobb harc nélkül elfoglalták Újpestet. Az Egyesült Izzó gyárát jelentős hadi kár nem érte, így hamarosan beindulhatott az élet, 20-án már az oroszok számára gyártottak katonai rádiócsöveket, de aztán jöttek a nehézségek. A felrobbantott hidak romjai miatt a Dunán jégtorlasz keletkezett, a folyó kiöntött, és az árvíz elárasztotta a gyárat, tönkretéve az ott tárolt anyagokat, iratokat. Március 28-án este egy 500 fős orosz katonai különítmény megszállta az üzemet, és közölték, hogy a teljes gyártóberendezést elviszik. A gépeket, műszereket, anyagokat, gyakorlatilag minden mozdíthatót leszereltettek a magyar munkásokkal és 700 vagonban elszállították. Kifosztották a műszaki könyvtárat és a laboratóriumokat, elvitték a Hold-radart és az antennát is, összesen tizenegy millió dollár értékű kárt okoztak.
Az akadályok ellenére a fiatal kutatókkal és a hadifogságból visszatért Simonyi Károllyal kibővült csoport folytatta a kísérletet. Egy teljesen új radarberendezést kezdtek el építeni, amihez 1945 nyarán a Standard Villamossági Rt.-től kaptak egy katonai felderítőradart, de az adóberendezés korábbitól eltérő paraméterei miatt nagyobb antennára volt szükség, és növelni kellett az impulzushosszt. December elején lett kész a teljes rendszer, ekkor kezdték el a tényleges kísérleteket. Végül 1946. február 6-án éjjel a visszavert jelek magasabb értéket mutattak, mint az ún. „vakpróbán” mért zaj, így bizonyítottá vált, hogy a radarhullámok elérték a Holdat, és onnan visszaverődtek. Másnap Bay sajtótájékoztatón jelentette be az eredményt, amit kissé árnyalt, hogy az Egyesült Államokban néhány héttel korábban, január 10-én sikeresen hajtottak végre egy hasonló kísérletet.
Bay egyedi módszerét, a jelösszegzés eljárását – amelyet egyébként nem ismertek és így nem is használtak az amerikai kísérletnél – a mai napig alkalmazzák a rádió- és radarcsillagászatban. Vagyis Bay Zoltán nemcsak elindította a radarcsillagászatot, hanem mind a mai napig az általa feltalált eljárást alkalmazzák. Másik ötletét, mely szerint úgy lehet óriási méretű rádiótávcsövet építeni, hogy egy földbe ásott katlant fémmel burkolnak be, az Arecibo Obszervatóriumnál valósítottak meg, amely 305 méteres átmérőjével a Föld második legnagyobb rádióteleszkópja.

## Elméleti kérdések

A Hold-radar-berendezés blokkvázlata

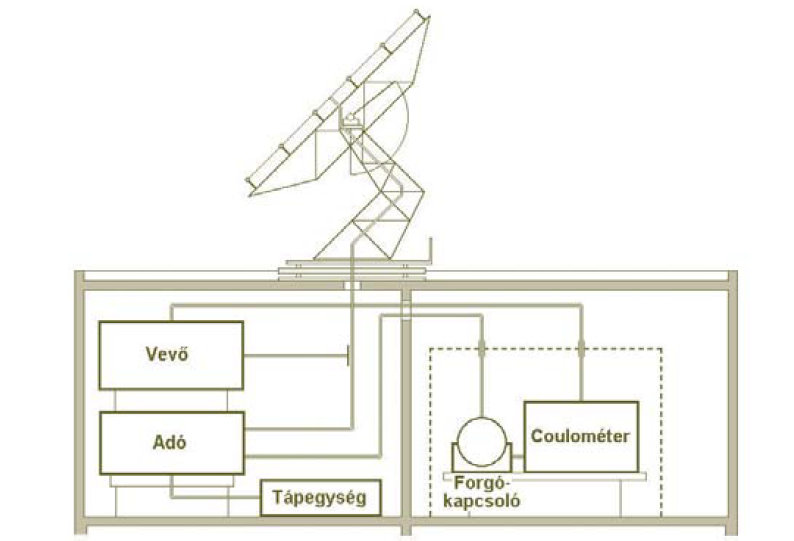
A Hold-radar-berendezés elvi elrendezése

A kísérlet megkezdésekor a kutatók a következő elméleti feltevéseket tették: a Földről sugárzott rádiójelek akkor juthatnak át az ionoszférán a világűrbe, ha kb. 1 méteres hullámhosszt használnak. A földi tapasztalatok alapján a Hold felületének visszaverő-képességét nagyjából 10%-os értékűnek becsülték. A visszavert jel terjedéséről azt feltételezték, hogy a térben egyenletesen fog szétszóródni. Ezeket figyelembe véve, valamint az adóberendezés és az antenna paramétereit, illetve a Föld–Hold-távolságot ismertnek tekintve a számítás szerint a visszaérkező jel a kisugárzottnak kb. 10−16-szorosa. Ez az eredmény a jel-zaj viszonyra nagyon alacsony értéket, mindössze 1/10-et adott, ami azt jelenti, hogy a jel kimutathatatlan. A jel arányát növelni lehetett volna a vevőkészülék sávszélességének csökkentésével, de ehhez 20–30 Hz frekvenciastabilitású, kvarcvezérlésű adóra és vevőre lett volna szükség, ami Magyarországon nem állt rendelkezésre.
A megoldást Bay zseniális ötlete, a jelösszegzés módszere jelentette, ami azt jelenti, hogy ismétlődően kell sugározni a jeleket, és a visszavert impulzusokat össze kell gyűjteni és összegezni. A valószínűségszámítás szerint az eljárás során a jelek összege az ismétlések számával egyenes arányban nő, míg a véletlenszerű zajok összege ennél lassabb ütemben (a darabszám négyzetgyökével arányosan). Ebből következik, hogy elég nagy számú ismétléssel a jel aránya a zajhoz képest legalább egy nagyságrenddel növelhető, tehát 1000 jel leadásával, vételével és összegzésével a jel-zaj arány {\displaystyle {\sqrt {1000}}} ≈ 30-szorosára emelkedik. Mivel a fénysebességgel haladó rádióhullámok kb. 2,5 másodperc alatt teszik meg a Föld–Hold–Föld-útvonalat, ismétlési periódusnak 3 másodpercet választottak, ezért az 1000 impulzusos kísérlet 50 percig tartott.
A következő problémát a nagyon gyenge elektromos jelek közel egy órán át tartó gyűjtése okozta, mert a rendelkezésükre álló analóg áramkörök (pl. kondenzátor–ellenállás hálózatok) pontossága és stabilitása erre nem volt alkalmas, ezért Bay az elektronikában nem szokásos eszköz, a hidrogén-coulombméter (röviden coulométer) használatát javasolta. Az üvegcsövekből álló készülékbe töltött 30%-os kálium-hidroxid vizes oldatából az elektromos áram hatására a töltéssel arányos mennyiségű hidrogéngáz fejlődik, ami egy vékony csőben (kapilláris) összegyűlik, és a folyadék felszínét az összegzett árammal (áramintegrállal) arányosan tolja le. A jel pontosabb meghatározása érdekében a kutatók tíz párhuzamosan működő közös anódú műszert használtak, melyeknek katódjait egy szinkronmotoros forgókapcsoló sorban egymás után kapcsolta be az adóimpulzushoz igazítva, ezzel mindegyik coulométer meghatározott időpontban kapta az áramot a vevőkészülék kimenő fokozatáról. A Holdról visszaérkező jel így mindig ugyanabba a készülékbe jut és ott összegződik, a többi csak a zajt észleli, ami véletlenszerűen pozitív és negatív előjelű, tehát statisztikusan átlagolódik. A jelösszegzésnek és a zaj relatív csökkentésének ezen módszere ma már általános a radarcsillagászatban.

## Műszaki megoldás
A sikertelen nógrádverőcei kísérletek és a háború viszontagságai után a csoport 1945 nyarán újrakezdte a munkát. A korábbi, 0,5 méteres hullámhosszú jeleket sugárzó 3 méteres parabolaantennát tartalmazó felszerelést az orosz katonák elvitték, ezért egy hadi felderítésre szolgáló radarral dolgoztak, ami ötször akkora (2,5 méteres) hullámhosszon működött. Ez 25-ször nagyobb jelveszteséget jelentett, amin nagyobb antennafelület alkalmazásával igyekeztek javítani: a HTI kísérleti telepén megmaradt Borbála típusú tüzérségi lokátor alkatrészeiből kialakított 6×8 m² aktív felületű vaskeretre 36 dipólantennát helyeztek el. A keretet úgy szerelték egy masszív forgóállványra, hogy a magassági szöge is változtatható legyen.

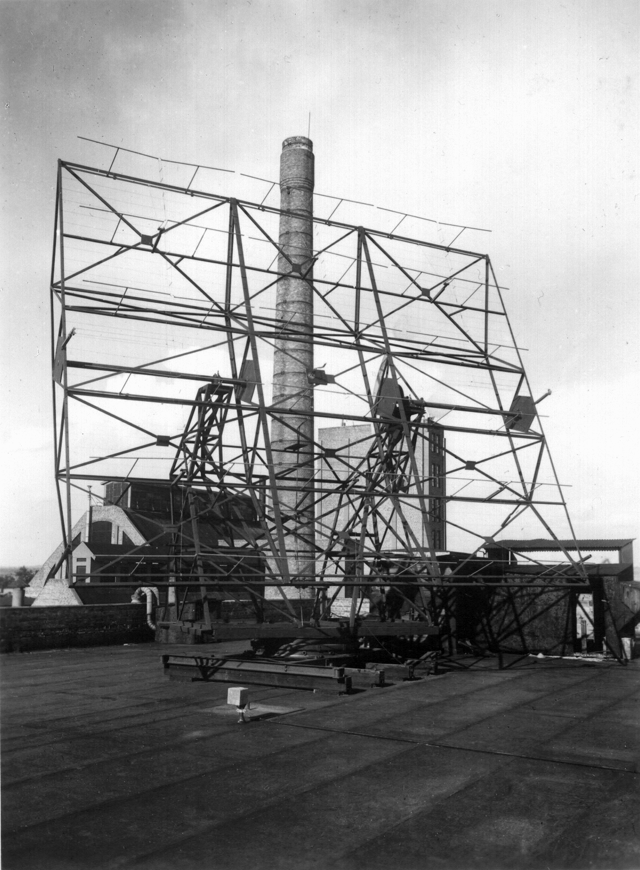
A Hold-radar 36 db dipólantennája 6×8 m²-es állványon

A Standard gyártmányú SAS típusú adóban két darab OQQ 500/3000 típusú adócső üzemelt. A berendezést ellenütemű teljesítmény-végfokozattal, a vevőt demodulálás utáni sávszélesség-csökkentő kisfrekvenciás szűrővel kellett ellátni.
Az antennát az Egyesült Izzó kutatólaboratóriumának lapos tetején állították fel, a műszereket pedig a radar alatti két szobában helyezték el, a labor második emeletén. A berendezés legérzékenyebb részeit, a vevő végerősítő fokozatait és a coulométereket a forgókapcsolóval egy elektromosan árnyékolt ketrecben tartották.
Mivel a meglévő elektroncsövekkel kb. 3–4 kW csúcsteljesítményt tudtak elérni, a kisugárzott jel energiájának növelése érdekében az impulzusok időtartamát 0,06 másodpercre emelték, így viszont nem lehetett pontos távolságmérést végezni. A vevő nagyfrekvenciás részének sávszélessége 200 kHz volt, a detektálás utáni körök effektív sávszélessége kb. 20 Hz, ezzel az adóimpulzus frekvenciatartományát át lehetett fogni. Szegmensekkel ellátott forgókapcsolóval oldották meg az adó-vevő rendszer vezérlését: a szinkronmotorral meghajtott készülék 3 másodperc alatt tett meg egy kört, közben mágnesrelék segítségével kapcsolta a 2000 V rácsfeszültséget vagy a földpotenciált az adóra, így állítva elő az adóimpulzust. Az adás idejére pedig kiiktatta (immunizálta, akkori zsargon szerint „döglesztette”) a vevőt, hogy a nagy adási energia által létrehozott feszültséghullámok ne állítsák át az egyes körök munkapontjait. Az adás után kb. 2,5 másodperccel – a visszavert jel megérkezésekor – a forgókapcsoló a vevő végerősítő EL6 cső anódjára egyesével rákapcsolta a coulométereket. A készülékben folyó áramerősség max. 60 mA volt, ennek hatására a folyadék szintje 4–6 mm/mA/perc sebességgel emelkedett.
A teljes rendszer 1945 december végére állt össze, ekkor kezdhettek neki a tényleges kísérleteknek, amiket éjszaka kellett végezni, mert napközben az Elektromos Izzó üzemeinek elektromos zajszintje zavarta a vételt. Emiatt újhold idején szüneteltetni kellett a méréseket, mert ilyenkor a Hold (látszólag) közel van a Naphoz, vagyis éjszaka nincs a látóhatár fölött. Mivel a Hold kb. 15°/óra sebességgel halad az égbolton, az antenna irányát a szabadság-hegyi csillagdából kapott adatok alapján folyamatosan korrigálták, hogy a Hold égi koordinátáinak megfelelő szögben álljon, ezt az antennára szerelt távcsővel is ellenőrizték. Egy-egy kísérlet 50 percig tartott, amit egy „vakpróba” követett, ilyenkor a Holdtól eltérő irányba sugározva mérték a zaj szintjét. Mivel a berendezés különálló részeinek zavartalan együttműködése nehezen valósult meg, sok sikertelen próbálkozás történt, de 1946 januárjában egyre biztatóbb eredményeket kaptak, míg végül február 6-án a visszaérkező jeleket gyűjtő coulométer 4%-kal nagyobb értéket mutatott, mint a csupán zavart összegző kapillárisok. Ez az érték jóval a hibahatár felett volt, ezért a kísérletet sikeresnek tekintették, amit a következő napon sajtótájékoztatón jelentettek be. A berendezés technikai részleteit Bay Zoltán 1946. május 24-én ismertette a Magyar Elektrotechnikai Egyesületben, a kísérlet elméleti hátterét és gyakorlati megoldását tartalmazó angol nyelvű beszámoló a Magyar Tudományos Akadémia Hungarica Acta Physica című szaklapjában jelent meg 1947 januárjában.
A sikeres kísérlet előtt néhány héttel, január 10-én a csoport tudomására jutott, hogy az amerikai hadsereg John H. DeWitt ezredes vezetésével a Holdról visszaérkező egyedi impulzusokat is detektált nagy teljesítményű berendezésével. A hír részletei áprilisban jelentek meg az Electronics folyóiratban, ebből kiderült, hogy az amerikai Hold-radar-berendezés sokkal fejlettebb volt, mint a magyaroké: alacsony sávszélességű, stabil frekvenciájú kvarcvezérlésű adóval és vevővel rendelkezett, és ki tudta egyenlíteni a Föld forgása és a Hold radiális sebessége miatti Doppler-effektust is, ezzel biztosította a jel frekvenciájának állandóságát.

## A kísérlet résztvevői

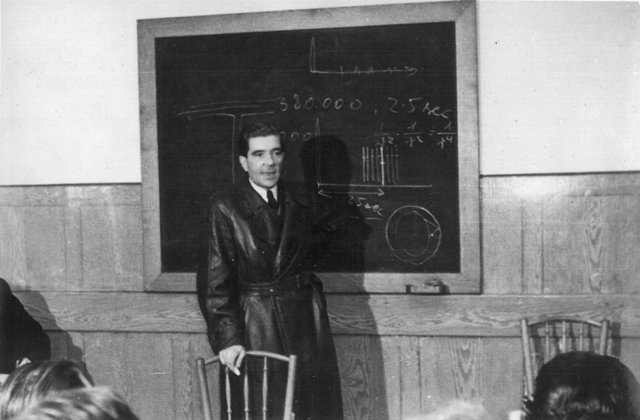
Bay Zoltán előadást tart a Hold-radar-kísérletről

A források az alábbi résztvevőket említik:
- A kísérlet vezetője: Bay Zoltán.
- A számításokat végezték: Papp György és Simonyi Károly.[3]
- A coulométereket készítették: Budincsevics Andor[4][mj 4] és üvegtechnikusa, Várbíró Emil.[8]
- Az adó és a vevő összehangolását és bemérését Barta István végezte.[8]
- Az antennarendszert tervezte Istvánffy Edvin.[2]
- A coulométer mérésekben és a forgókapcsoló „vak” kísérleteiben ifj. Bay Zoltán (Bay unokaöccse, műegyetemi hallgató) is részt vett.[2]
- A Hold égi koordinátáit Takács Lajos és Horváth Tibor számította a szabadság-hegyi Csillagda adatai alapján.[2]
- Eszközöket készítette: Patak János, Pintér János.[2]
- További résztvevők: Pócza Jenő, Bodó Zalán, Csiki Jenő, Tary László, Takács Lajos, Horváth Tibor és Magó Kálmán.[3][8]

## A kísérlet utóélete
A nemzetközi sajtó elismerte a magyar kísérletek sikerét, kiemelve a jelösszegzés módszerének újszerűségét, szellemességét. Andrew J. Butrica amerikai kutatástörténész szerint a Bay-csoport megelőzte volna az Egyesült Államok híradós katonáit, ha nem háborús körülmények között kellett volna dolgozniuk. A magyarok igazi eredménye nem is ez, hanem a jelösszegzés eljárásának (long-time integration) kitalálása és gyakorlati kifejlesztése, amit a korszerű radarcsillagászat ma is alkalmaz, természetesen a modern számítástechnikai eszközöket használva.

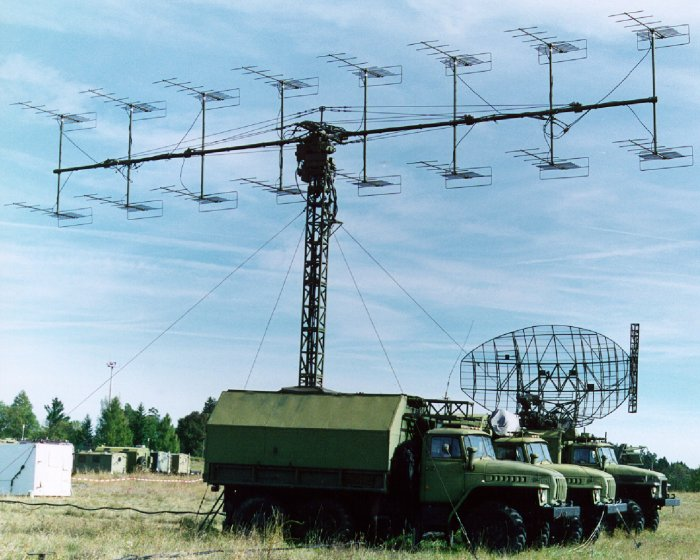
P–18 radar

Amikor 1947-ben Bay Zoltán Amerikában meglátogatta a Diana-projekt laboratóriumát, a fejlett, költséges berendezéseket látva elállt a radarkísérletek folytatásától. A következő évben a kommunista rendszer kiépülése miatt kénytelen volt Amerikába távozni, mert az élete is veszélybe került. Később a tisztségeitől és magyar állampolgárságától is megfosztották.
A Magyar Honvédségnél 1994 óta a sikeres Hold-radar-kísérlet évfordulóján, február 6-án ünneplik a rádiótechnikai csapatok fegyvernemi napját.
A Hold-radar-kísérlet 50. évfordulóján, 1996-ban Bay Zoltánt posztumusz Magyar Örökség díjjal tüntették ki.
Bay Zoltán születésének centenáriumán, 2000. október 12-én este, a Magyar Honvédség és a HM Haditechnikai Intézet (HM HTI) a saját eszközeivel megismételte a Hold-radar-kísérletet. A használt P–18 típusú radar az eredetihez hasonlóan a méteres hullámhossztartományban működött (frekvenciája 155 MHz), de teljesítménye jóval nagyobb volt annál (200 kW). Megjelenítésre, kiértékelésre és vezérlésre LabVIEW virtuális műszerezést alkalmaztak.
2013–2014-ben Simon Judit rendezésében 52 perces portréfilm készült Bay Zoltánról A Hold válaszolt címmel, melyben felidézték a sikeres Hold-radar-kísérletet is.
Rádióamatőrök napjainkban is előszeretettel kísérleteznek a Holdról visszaverődő rádióhullámok segítségével létrehozott rádiós összeköttetések, EME létrehozásával.